# 韓秀
韓 秀（かん しゅう、生没年不詳）は、北魏の人物。字は白虎。本貫は昌黎郡。

## 経歴
北魏の宣威将軍・騎都尉の韓昞の子として生まれた。官吏の職を歴任し、尚書郎に累進して、遂昌子の爵位を受け、広武将軍の位を受けた。文成帝は韓秀の弁舌の才能を買って、皇帝の言葉を公表する任務を与え、あわせて国政の機密に参与させた。文成帝の行幸や遊猟のたびに側近に従った。献文帝が即位すると、給事中に転じ、慕容白曜の南征に従軍した。
延興年間、敦煌の駐屯地が西北に遠すぎるため、駐屯軍を涼州に移そうという議論が起きた。群臣の議論は賛成論が多かったが、韓秀は移転がかえって涼州と関中を危うくするものだと反対論を唱え、韓秀の意見が採用された。太和初年、内侍長に転じた。後に平東将軍・青州刺史となり、仮の漁陽公となった。青州にあること数年で死去した。
子の韓務が爵位を嗣いだ。

## 伝記資料
- 『魏書』巻42 列伝第30
- 『北史』巻27 列伝第15